# Praia da Rocha
La Praia da Rocha (en español: "Playa de la Roca") es una playa y zona urbanizada en el concelho de Portimão, Algarve, en el sur de Portugal . En el borde oriental de la playa se encuentra el Fuerte de Santa Catarina, fortaleza del siglo XVII construida para defender la desembocadura del río Arade. 
La playa ha albergado en dos ocasiones el Mundialito de Fútbol Playa: 2005 y 2012[cita requerida], y además, alberga anualmente el festival de música hip hop Rolling Loud y el festival Afro Nation.